# Viktoria von Sachsen-Coburg-Saalfeld-Koháry

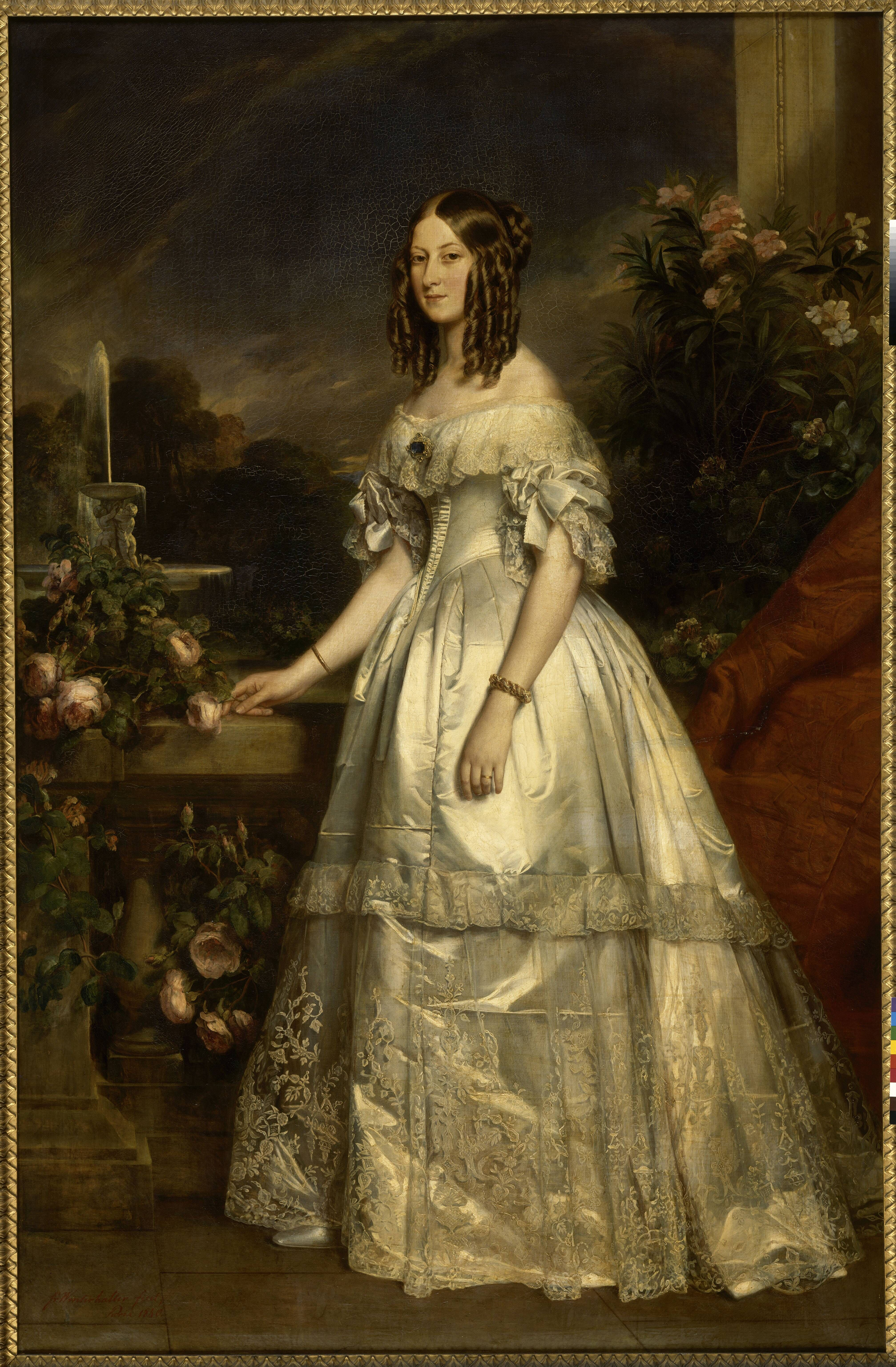
Franz Xaver Winterhalter: Victoire d’Orléans, duchesse de Nemours (1852)

Viktoria Franziska Antonia Juliane Luise von Sachsen-Coburg und Gotha (* 14. Februar 1822 in Wien; † 10. November 1857 in Claremont House bei Esher, Grafschaft Surrey, England) war eine Prinzessin von Sachsen-Coburg und Gotha aus der katholischen Seitenlinie Koháry und durch Heirat Herzogin von Nemours.

## Leben
Viktoria war die einzige Tochter des Herzogs Ferdinand Georg August von Sachsen-Coburg-Saalfeld-Koháry (1785–1851) und seiner Gemahlin der ungarischen Erbprinzessin Marie Antonie Gabriele von Koháry (1797–1862). Ihre Großeltern väterlicherseits waren Herzog Franz von Sachsen-Coburg-Saalfeld und dessen zweite Ehefrau Gräfin Auguste Reuß zu Ebersdorf. Sie hatte noch drei Brüder; Ferdinand (II.) (1816–1885) wurde König von Portugal, August (1818–1881) heiratete die Schwester ihres Ehemanns, Prinzessin Clementine d’Orléans (1817–1907) und Leopold heiratete die nicht standesgemäße Komponistin Konstanze Geiger.

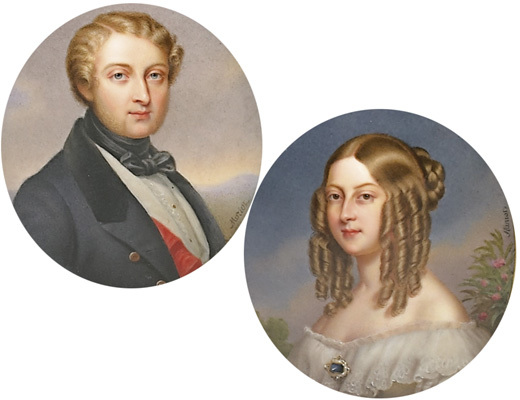
François Aldophe Moriot: Prinzessin Viktoria von Sachsen-Coburg und ihr Mann Louis d’Orléans, duc de Nemours

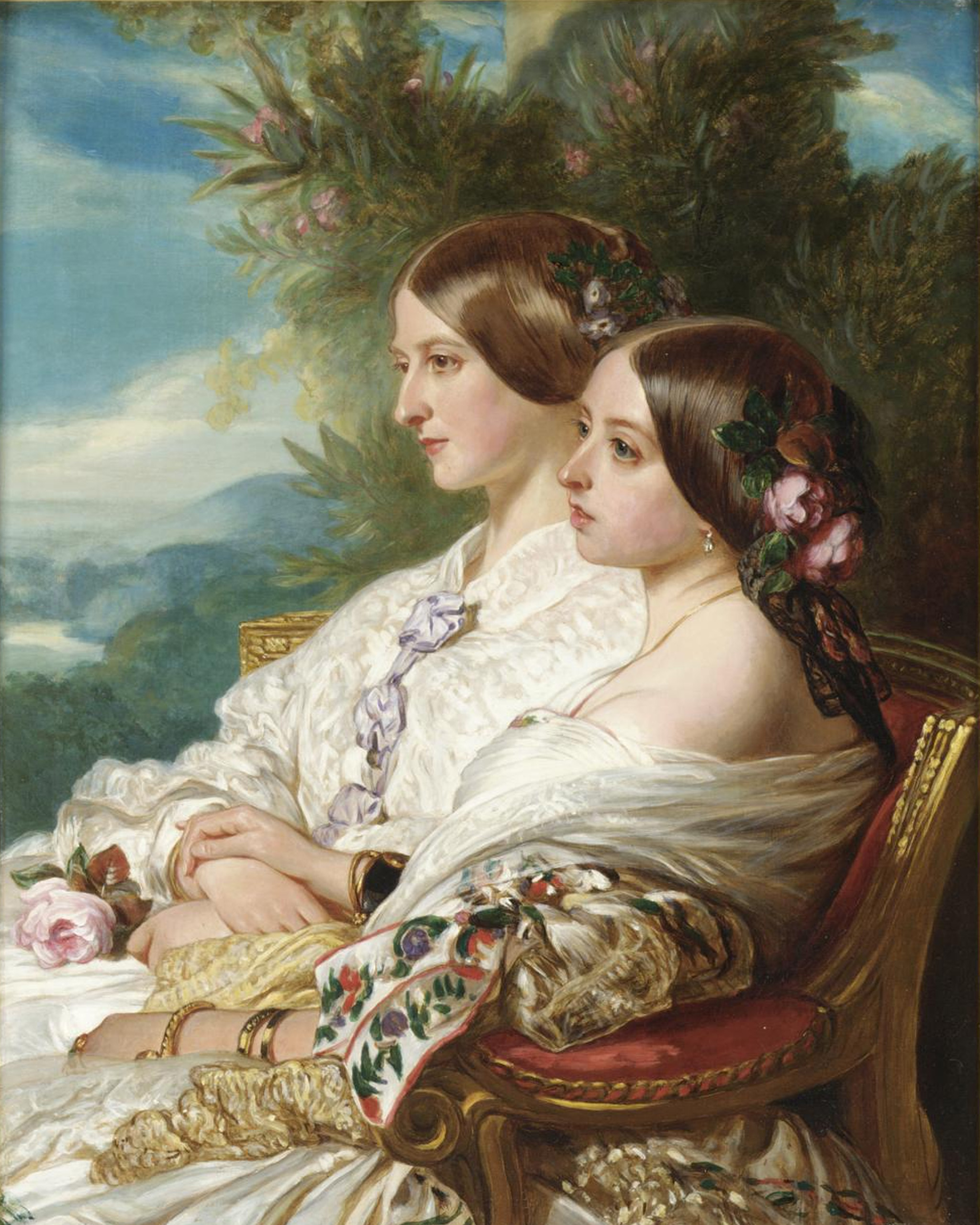
Franz Xaver Winterhalter: Victoire d’Orléans, duchesse de Nemours mit ihrer Cousine (ersten Grades), der britischen Königin Victoria, um 1852

Am 27. April 1840 heiratete Prinzessin Viktoria in Saint-Cloud den Prinzen Louis d’Orléans, duc de Nemours (1814–1896), zweiter Sohn des Herzogs von Orléans und späteren „Königs der Franzosen“ Louis-Philippe und der Prinzessin Maria Amelia von Bourbon–Sizilien. Die Eheschließung war in der Öffentlichkeit kaum beachtet worden. Als Brautgeschenk waren vom Schwiegervater die Domäne Rambouillet und 1 Million Franc zugedacht, doch verweigerte die Kammer die Forderungen des Königs.
Im Jahr 1848 floh die königliche Familie vor der Februarrevolution nach England, wo sie bei Viktorias Cousine und Spielgefährtin aus der Kindheit, der britischen Königin Victoria, Exil fand. Die Cousinen hatten ein außerordentlich enges Verhältnis und die Herzogin von Nemours verbrachte viel Zeit mit der Königin als deren Gast in Osborne House. Viktoria war Trägerin des Königlichen Marien-Louisen-Ordens.
Viktoria starb am 10. November 1857, nur zehn Tage nach der Geburt ihres vierten Kindes, an den Folgen des Kindbettfiebers. Sie wurde in der Kapelle Weybridge bestattet. Der bekannte Bildhauer Henri Chapu entwarf mit Hilfe von Porträts und der Totenmaske ein Grabmal für die früh verstorbene Herzogin. Ihr Leichnam wurde 1979 in die königliche Kapelle der Familie Orléans in Dreux in der Normandie überführt.

## Rezeption
Eine Pfingstrose trägt den Namen „Duchesse de Nemours“, lateinisch Paeonia lactiflora, zu Ehren der früh verstorbenen Viktoria d’Orléans, duchesse de Nemours.

## Nachkommen
Aus ihrer Ehe gingen vier Kinder hervor:
- Louis Philippe Marie Ferdinand Gaston (1842–1922), comte d’Eu

⚭ 1864 Infantin Isabella von Brasilien (1846–1921)
- Ferdinand Philippe Marie (1844–1910), duc d’Alençon

⚭ 1868 Herzogin Sophie in Bayern (1847–1897)
- Marguerite Adélaïde Marie (1848–1896)

⚭ 1872 Fürst Władysław Czartoryski (1828–1894)
- Blanche Marie Amelié Caroline Louise Victoire (1857–1932)